# Siemion Poleżajew
Siemion Antonowicz Poleżajew (ros. Семён Антонович Полежаев, ur. 12 września 1918 w Sarańsku, zm. 19 września 1982 tamże) – radziecki lotnik wojskowy w stopniu majora, Bohater Związku Radzieckiego (1944).

## Życiorys
Urodził się w rosyjskiej rodzinie chłopskiej. Skończył szkołę średnią, od 1936 służył w Armii Czerwonej, w 1940 ukończył wojskową szkołę lotniczą w Czkałowie (obecnie Orenburg). Od sierpnia 1941 uczestniczył w wojnie z Niemcami, był kolejno dowódcą klucza, eskadry i zastępcą dowódcy pułku, od 1942 należał do WKP(b), walczył w składzie 18 Armii Powietrznej Lotnictwa Dalekiego Zasięgu. Jako dowódca eskadry 16 gwardyjskiego pułku lotniczego 1 Gwardyjskiej Dywizji Lotniczej 1 Gwardyjskiego Korpusu Lotniczego Lotnictwa Dalekiego Zasięgu zasięgu do grudnia 1943 wykonał 224 loty bojowe, w tym 216 nocą i 8 za dnia, bombardując obiekty na głębokich tyłach wroga. Bombardował Berlin (29 września 1942), Bukareszt (13 września 1942), Warszawę (dwukrotnie, 1 września 1942 i 12 maja 1943), Gdańsk (16 kwietnia 1943), Królewiec (czterokrotnie, 31 sierpnia 1941, 18 lipca 1942, 25 lipca 1942 i 10 kwietnia 1943) i Tilsit (20 kwietnia 1943). Wykonał też 53 naloty na linie komunikacyjne, lotniska, siłę żywą i technikę wroga w Smoleńsku, Orle, Briańsku, Mińsku, Homlu, Orszy, Charkowie, Połocku, Witebsku, Karaczewie, Nieżynie, Bachmaczu, Kijowie, Sieszczy, Ołsufjewie, Bałabasowie, Mdze i Biezzabotnoje. Do końca wojny wykonał ponad 300 lotów bojowych. W 1946 został zwolniony do rezerwy w stopniu majora. Pracował jako instruktor Moskiewskiego Komitetu Obwodowego WKP(b), w 1952 ukończył Wyższą Szkołę Handlową Ministerstwa Handlu ZSRR, pracował jako zarządca bazy w truście w Sarańsku.

## Odznaczenia
- Złota Gwiazda Bohatera Związku Radzieckiego (31 marca 1944)
- Order Lenina (dwukrotnie, 31 grudnia 1942 i 13 marca 1944)
- Order Czerwonego Sztandaru (dwukrotnie, 13 czerwca 1943 i 28 kwietnia 1945)

I medale.